# Giacomo Del Maino
Giacomo Del Maino (Milano, prima del 1469 – Pavia, 1503 o 1505) è stato uno scultore e architetto italiano.

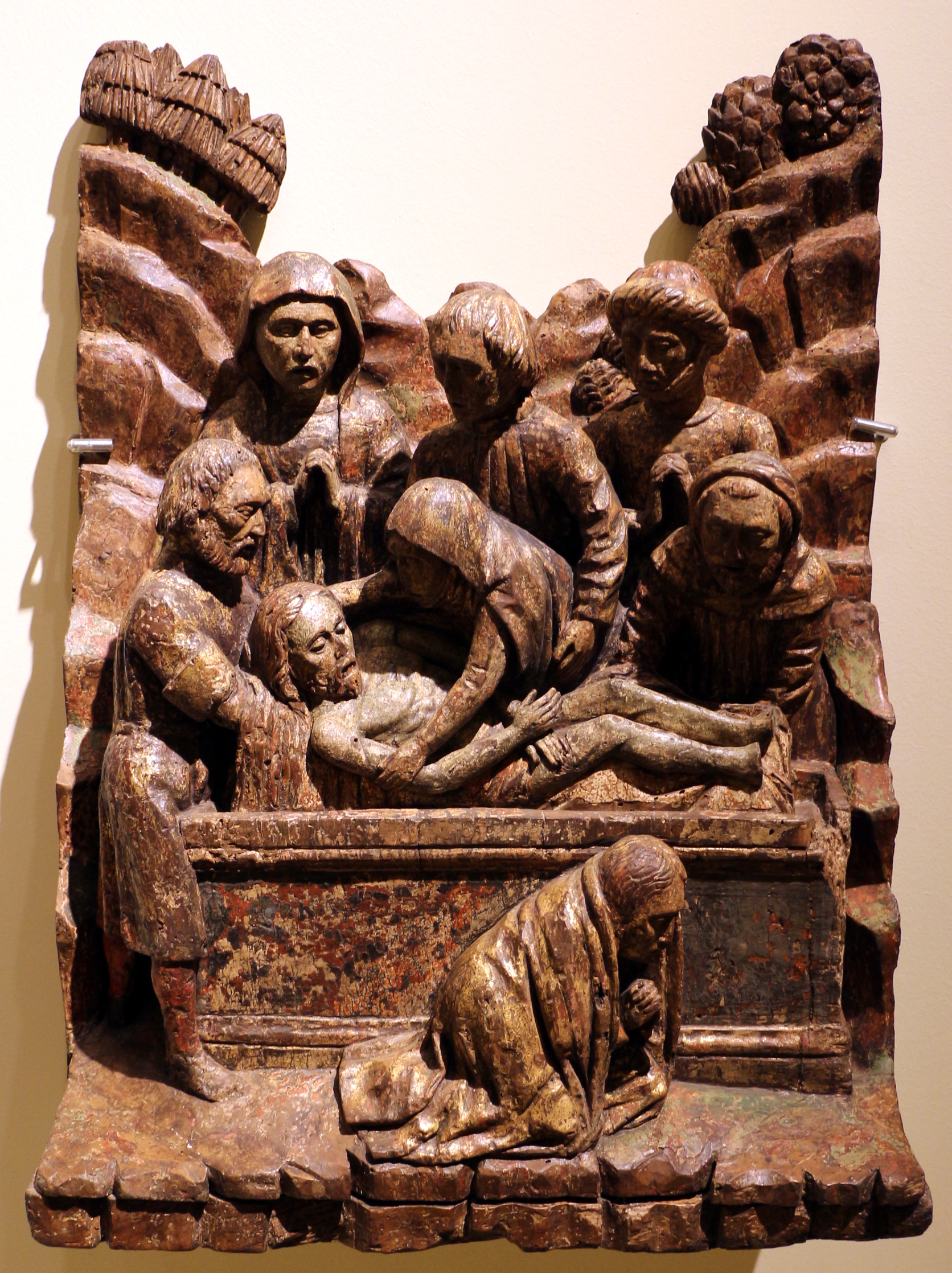
Deposizione, 1450-75 ca., Castello Sforzesco, Milano

Discendente da una famiglia di artisti del legno, fu a capo di una delle principali botteghe operanti nel Ducato di Milano nella seconda metà del XV secolo.

## Vita ed opere
La personalità artistica di Giacomo Del Maino, attenta alle novità rinascimentali emergenti in campo architettonico e nelle arti figurative, connotò in Lombardia – assieme a quella dei Fratelli De Donati ed al cosiddetto Maestro di Trognano – una stagione assai fertile per la produzione di opere lignee di arte sacra, a cominciare dalle grandi ancone d'altare.
Tra le sue prime opere vanno ricordati il coro della Basilica di Sant'Ambrogio a Milano, commissionato nel 1469, decorato con piante, animali e piccole figure derivate dalle miniature dei Tacuina sanitatis , e in alto un fregio decorato con tondi con busti di santi o di profeti e statue di angeli in piedi. Sui  fianchi terminali, dodici Storie di s. Ambrogio. Gli stalli del coro di Santa Maria del Monte sopra Varese (1478) presentano dossali decorati con scene dominate da grandi motivi vegetali che accostano il suo stile a quello di Baldino da Surso. 

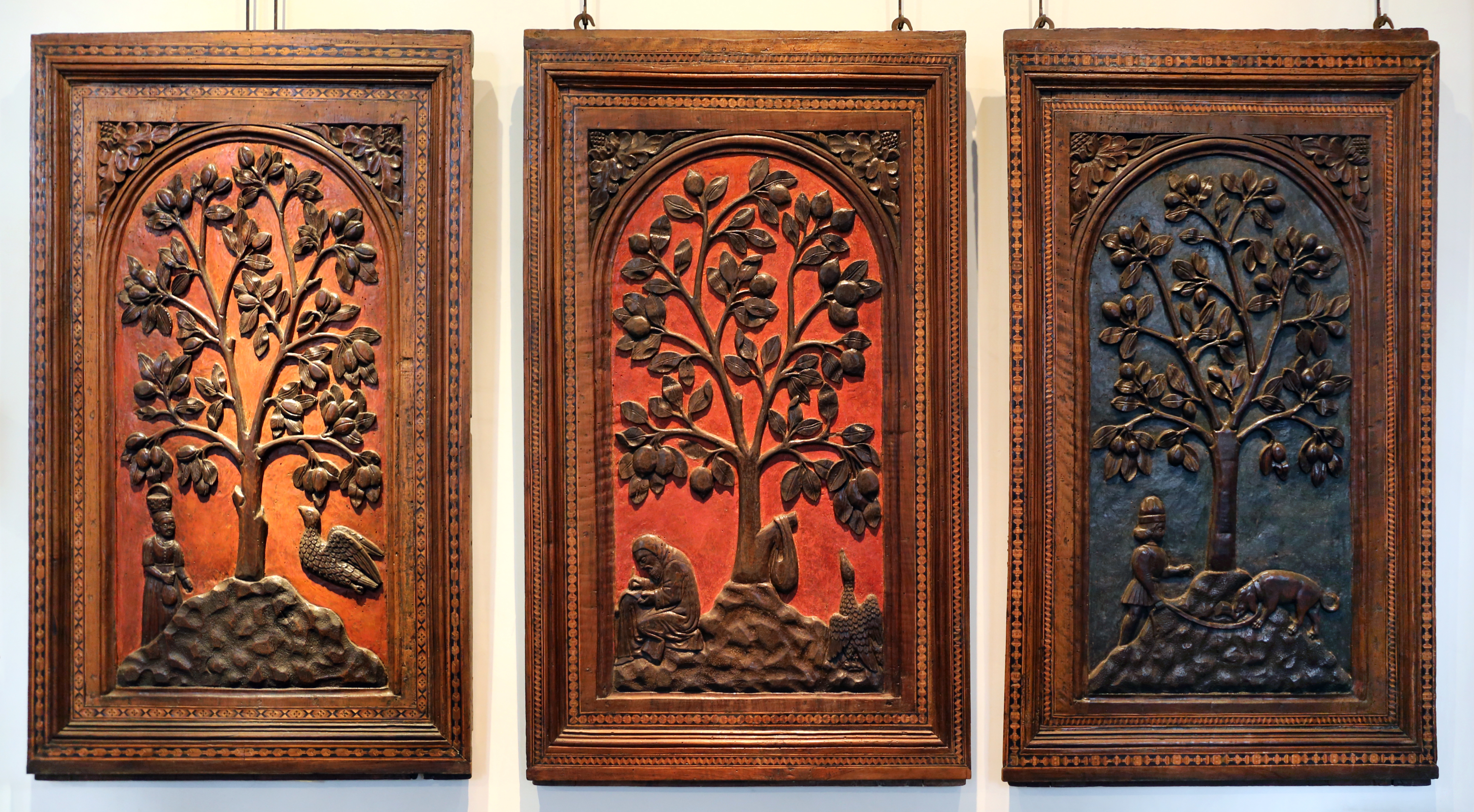
dossali di coro dalla Basilica di Sant'Ambrogio a Milano 1469-71

Il nome di Giacomo è ricordato innanzi tutto come autore dell'ancona (circa 1485) che racchiudeva La Vergine delle Rocce di Leonardo da Vinci. Il contratto per la realizzazione dell'ancona, fu firmato con la Confraternita dell'Immacolata Concezione l'8 aprile 1480 per San Francesco Grande a Milano (circa 1483): i documenti conservati testimoniano l'importanza dell'opera che prevedeva una "lista de li ornamenti" che chiamava in causa Leonardo e Ambrogio de Predis. A tale opera si ispirano verosimilmente gli altari, tuttora in sito, realizzati in Valtellina: quello della chiesa di San Maurizio di Ponte in Valtellina, realizzato in collaborazione con Bernardino de Donati (Ancona dell'Immacolata), quello di Sernio, oratorio di Santa Maria della Neve, la Madonna col Bambino sull'altar maggiore del Santuario della Beata Vergine delle Grazie (Grosotto), la Madonna con Bambino , nella chiesa di S. Matteo a Valle a Morbegno.
Nel 1496, quando già anche i suoi due figli - Giovanni Angelo e Tiburzio - erano registrati a Milano come maestri del legno, Giacomo decise di trasferire la sua bottega da Milano a Pavia, attratto forse dalle importanti commesse per le decorazioni della Certosa grazie ai contatti con Giovanni Antonio Amadeo.

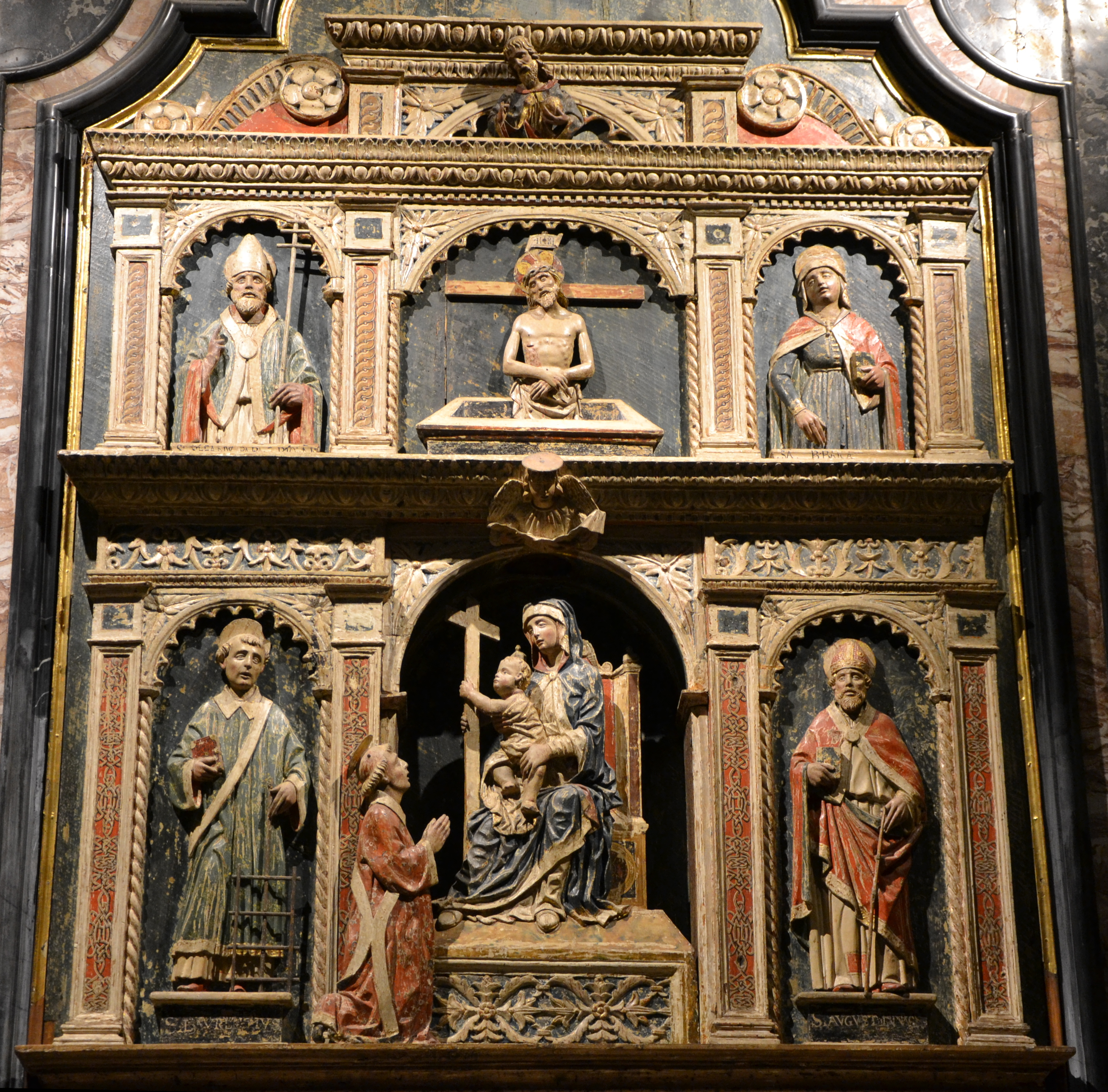
Ancona di Santo Stefano, San Michele Maggiore (Pavia)

A quella data Giacomo manteneva la direzione della bottega: le prime opere nelle quali si comincia ad osservare il maggior talento artistico di Giovan Angelo sono frutto di una stretta collaborazione col padre, come ad esempio avviene nell'imponente Ancona di Santo Stefano nella Basilica di San Michele Maggiore a Pavia.